# Gilbert Elliot, 1. hrabě z Minto
Gilbert Elliot, 1. hrabě z Minto (Gilbert Elliot–Murray–Kynynmound, 1st Earl of Minto, 1st Viscount Melgund, 1st Baron Elliot, 4th Baronet Elliot of Minto) (23. dubna 1751, Edinburgh, Skotsko – 21. června 1814, Stevenage, Anglie) byl britský diplomat a státník ze skotské šlechtické rodiny. Za napoleonských válek se uplatnil v diplomacii, krátce byl členem britské vlády a nakonec generálním guvernérem v Indii. Od roku 1797 byl s titulem barona členem Sněmovny lordů, nakonec byl povýšen na hraběte (1813).
Pocházel ze starobylé skotské rodiny, jeho otec Sir Gilbert Elliot (1721–1777) zastával řadu let nižší funkce v britských vládách. Vojenské vzdělání získal ve Francii, poté studoval v Edinburghu a Oxfordu. Po otci zdědil titul baroneta (1777), poté po matce převzal dědictví ve Skotsku (Melgund Castle) a po matčiných příbuzných přijal jméno Elliot–Murray–Kynynmound. Gilbertova sestra Eleanor (1758–1818) byla manželkou diplomata a státníka lorda Aucklanda

## Diplomat a generální guvernér v Indii
V letech 1777–1784 a 1786–1795 byl členem Dolní sněmovny za stranu whigů, v době francouzských revolučních válek byl vyslán jako komisař do Toulonu (1793), téhož roku se stal členem Tajné rady. Na jaře 1794 působil jako diplomat v Itálii, poté byl britským místokrálem na okupované Korsice (1794–1796). Britská nadvláda zde trvala jen krátce, protože Napoleon odmítal dopustit, aby se jeho rodiště ocitlo v cizím područí. Po návratu z Korsiky se Elliot jako baron Minto stal členem Sněmovny lordů (1797), tehdy zároveň přijal jméno Elliot-Murray-Kynynmound, které užíval vždy jen nositel peerských titulů, ostatní členové rodiny setrvali u příjmení Elliot. V letech 1799–1801 byl vyslancem ve Vídni. V roce 1806 byl krátce členem Grenvillovy vlády jako prezident kontrolního úřadu Východoindické společnosti (členem této vlády byl i jeho švagr lord Auckland jako ministr obchodu).
V letech 1807–1813 byl generálním guvernérem v Indii, kde měl po mnoha letech válek výslovný zákaz angažovat se nadále v tomto směru a jeho činnost se soustředila na organizaci státní správy a zlepšení ekonomické situace. Navázal diplomatické styky s Afghánistánem a Persií. Po převzetí nizozemských kolonií byl dočasně místodržitelem na Jávě (1811). V roce 1813 získal titul hraběte z Minto, zemřel krátce po návratu do Anglie.

## Rodina
Jeho manželkou byla Anne Amyand (1762–1829) z tehdy úspěšné podnikatelské rodiny, mimo jiné švagrová diplomata hraběte z Malmesbury. Dědicem titulů byl nejstarší syn Gilbert (1782–1859), druhorozený syn Sir George Elliot (1784–1863) byl admirálem Royal Navy, třetí syn John Edmund Elliot (1788–1862) byl členem Dolní sněmovny. Z dalších generací vynikl 4. hrabě z Minto, který byl generálním guvernérem v Kanadě a místokrálem v Indii.
Sídlem rodu byl od 17. století zámek Minto House ve Skotsku. Elliotové jej obývali do konce druhé světové války, koncem 20. století byl zbořen pro zchátralost.